# Jörg Weißflog
Jörg Weißflog (ur. 12 października 1956 w Stollbergu) – niemiecki piłkarz występujący na pozycji bramkarza.

## Kariera klubowa
Weißflog treningi rozpoczął w zespole Traktor Niederdorf. Następnie grał w TSG Stollberg, a w 1974 roku został zawodnikiem Wismuta Aue. W DDR-Oberlidze zadebiutował w sezonie 1975/1976, 1 listopada 1975 w zremisowanym 1:1 meczu z Chemie Lipsk. W sezonie 1989/1990 spadł z zespołem do DDR-Ligi. Po zjednoczeniu Niemiec, od 1991 roku występował z Wismutem w Oberlidze, stanowiącej trzeci poziom rozgrywek. W 1993 roku Wismut zmienił nazwę na Erzgebirge. Weißflog grał tam do 1996 roku.
W trakcie sezonu 1995/1996 odszedł do Chemnitzer FC z 2. Bundesligi. Na koniec tamtego sezonu zajął z klubem 15. miejsce w lidze i spadł z nim do Regionalligi. W 1998 roku zakończył karierę.

## Kariera reprezentacyjna
W reprezentacji NRD Weißflog zadebiutował 11 sierpnia 1984 w zremisowanym 1:1 towarzyskim meczu z Meksykiem. W latach 1984–1989 w drużynie narodowej rozegrał 15 spotkań.